# Speak Now (Taylor's Version)
Speak Now (Taylor's Version) este al treilea album re-înregistrat al artistei Taylor Swift, lansat pe 7 iulie 2023. Este re-înregistrarea celui de-al treilea său album, Speak Now, lansat în 2010. Albumul a fost anunțat pe 5 mai 2023 la unul din concertele Turneului Eras. Swift a început procesul re-înregistrărilor după vânzarea drepturilor înregistrărilor celor prime 6 albume ale sale, cu scopul de a le deține ea însăși. 